# کیسنبروک
کیسنبروک (به آلمانی: Kissenbrück) یک شهر در آلمان است که در Wolfenbüttel واقع شده‌است. کیسنبروک ۱٬۸۵۵ نفر جمعیت دارد.